# باغ دولت‌آباد

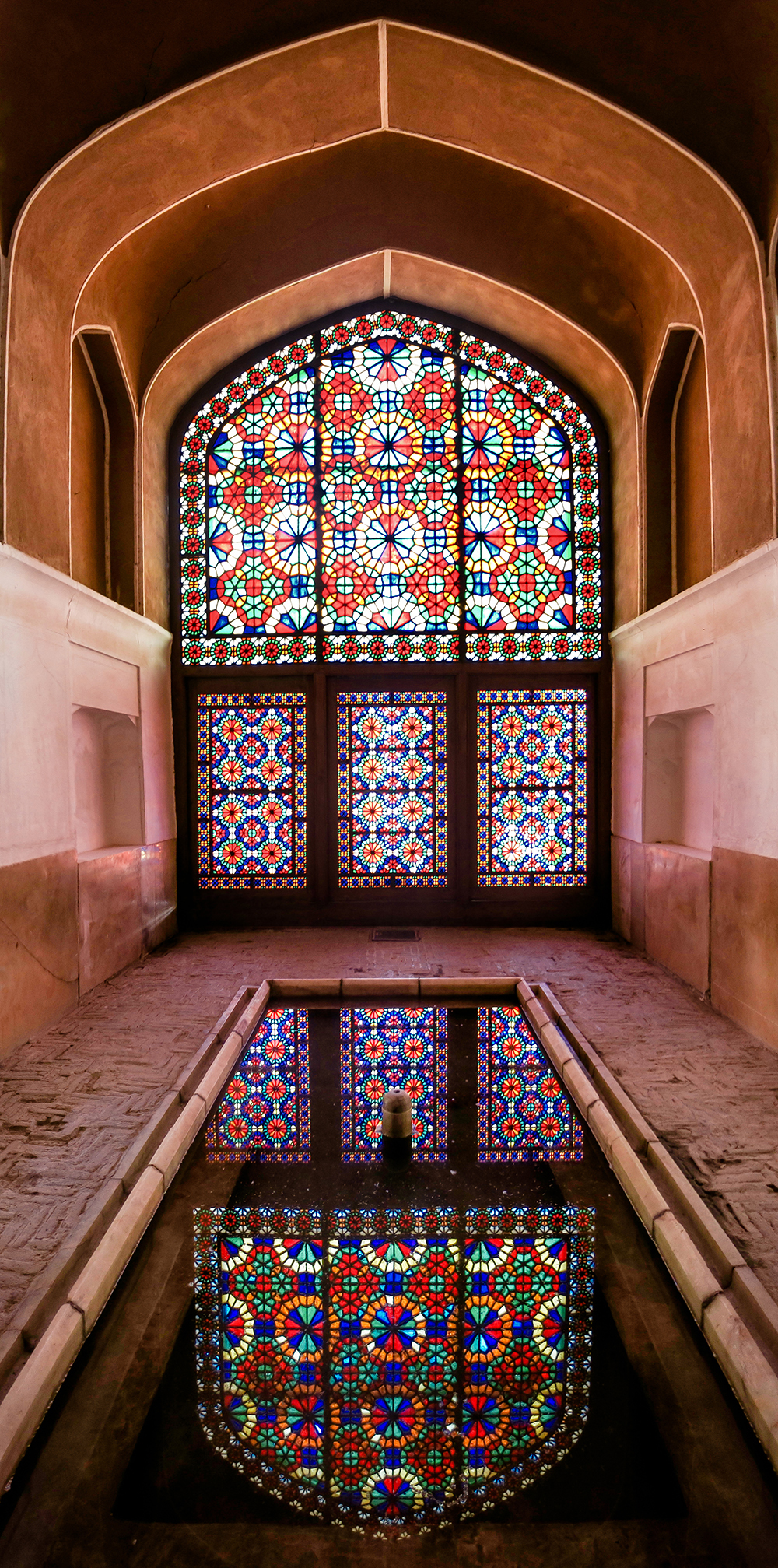
پنجرهٔ اُرُسی مشبک در باغ دولت‌آباد

باغ دولت‌آباد چهار منار از باغ‌های قدیمی شهر یزد در کشور ایران است. این باغ در تاریخ ۱۳۴۶/۱۲/۲۳ به شماره ۷۷۴ در ردیف آثار ملی ایران قرار گرفته‌است؛ و همچنین یکی از باغ‌های ایرانی ثبت شده در میراث جهانی توسط یونسکو است.
عمارت بادگیر آن با ارتفاع ۳۳/۸ متر بلندترین بادگیر خشتی شناخته شده در جهان است.

## تاریخچه

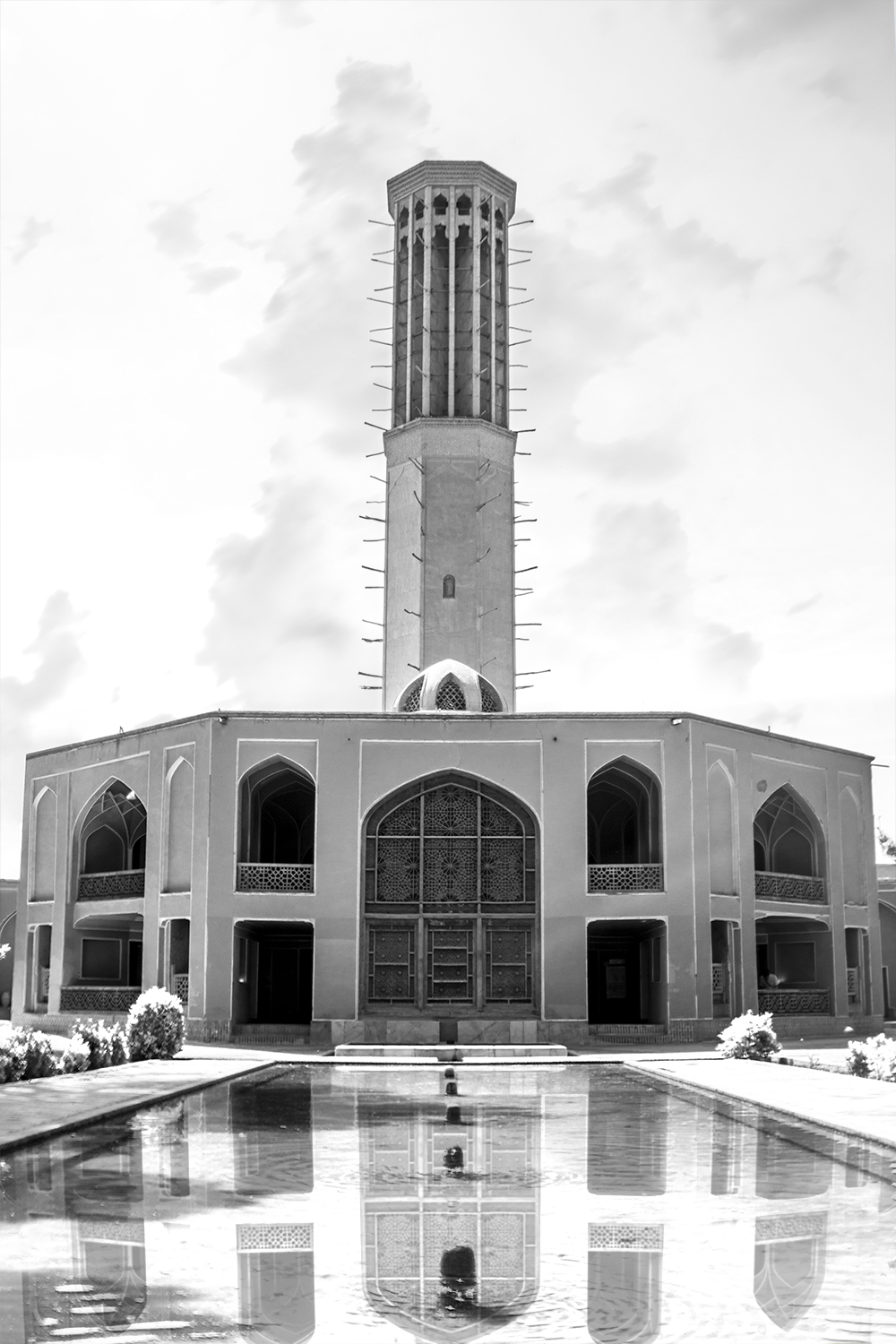
نمای ساختمان و بادگیر باغ دولت‌آباد

باغ دولت‌آباد در یزد در اواخر دوره افشاریه و در سال 1125ه‍.ق توسط محمد تقی خان بافقی معروف به (خان بزرگ) که وی سرسلسله خاندان خوانین یزد بود احداث گردید. تقی خان ابتدا قناتی به طول ۶۵ کیلومتر را احداث نمود و آب را از مهریز به یزد و محل کنونی باغ دولت‌آباد رساند و سپس مجموعه حکومتی (دارالحکومه) خو د را بنا کرد. این باغ با مساحتی در حدود ۷۰/۰۰۰ مترمربع شامل ساختمان‌ها، حوض‌ها و آبنماهای بسیاری بوده که در فضای بین آن‌ها باغ‌های با درختان انار و انگور و… باگل‌های فراوانی زینت بخش محیط بوده‌اند.

قنات تاریخی عظیم دولت‌آباد با قدمتی بیش از ۲۰۰ سال از احداث پنج رشته قنات تشکیل شده و از ارتفاعات مهریز سرچشمه می‌گرفته و پس از مشروب کردن بخشی از زمین‌های مهریز و به کار انداختن چند آسیاب آبی و طی بیش از ۵۰ کیلومتر به یزد می‌رسیده و باغ دولت‌آباد را آبیاری می‌کرده. اما این باغ در حال حاضر توسط چاه نیمه عمیق مجاور آبیاری می‌شود.
تقی خان بافقی پدر عبدالرضا خان یزدی و جد محمد خان سالار الملک پدر سلطانعلی خان وزیر افخم است. خانواده‌های افخم ابراهیمی و افخمی نوادگان تقی خان بافقی هستند. مدارک مربوط به این موضوع در میان اسناد شخصی خانواده افخم ابراهیمی حفظ و نگهداری گردیده و گزیده‌هایی از آن، از جمله مدارکی در جهت تعمیر باغ دولت‌آباد در کتاب «سلطانعلی خان وزیر افخم» درج گردیده‌است.

## بخشهای مختلف باغ
این باغ از دو بخش کلی اندرونی و بیرونی (جلوخان) تشکیل می‌شود.
دولت‌آباد از دیدگاه گونه‌شناسی عملکردی، باغ «سکونتگاهی-حکومتی» است. به نحوی که باغ بیرونی محل انجام تشریفات حکومتی، مراسم ورزشی و اداره امور شهر بوده‌است و باغ اندرونی، بخش خصوصی و اقامتگاهی مجموعه به‌شمار می‌رفته‌است. درباغ‌های سکونتگاهی-حکومتی، عرصه اندرونی را از سایر عرصه‌ها کاملاً متمایز می‌کردند و حتی دربان یا حاجبی را برای نظارت بر آن تعیین می‌کردند.

### بخش اندرونی
این بخش محل سکونت حاکم و خانواده اش شامل ساختمان‌های زیر بوده‌است:
- ساختمان هشتی (بادگیر تابستانه)
- حرمسرا
- بهشت آیین
- مطبخ
- برج دیدبانی
- آب‌انبار خصوصی
- اصطبل تابستانه و زمستانه

==== ساختمان هشتی ====.
ساختمان (عمارت) هشتی از مهم‌ترین بخش‌های مجموعه به‌شمار می‌رود که در آن، تلفیق جریان هوا و آب به زیباترین شکل صورت گرفته‌است. در این ساختمان با تلفیق باد و آب که درحوض‌های داخل ساختمان درجریان است هوای خنک از زیر بادگیر به قسمت شاه‌نشین و تالارها انتقال پیدا می‌کند. به همین دلیل به این بنا، ساختمان تابستانه نیز گفته می‌شود.
این بنا از سه شاه نشین با درهای مشبک٫ اتاقک بادگیر٫ هشتی و دو اتاق پستو تشکیل شده و شکل کلی بنا شبیه به یک هشت ضلعی است، همچنین بادگیر قرار گرفته بر آن نیز از نوع هشت تنبوشه می‌باشد.
سقف قسمت میانی (هشتی) دارای کاربندی زیبایی که اثر استاد حاجی علی اکبر آخوند است که با سیم گل و دمگیری گچی به طرزی بسیار ماهرانه اجرا شده‌است.

### برج دیده‌بانی

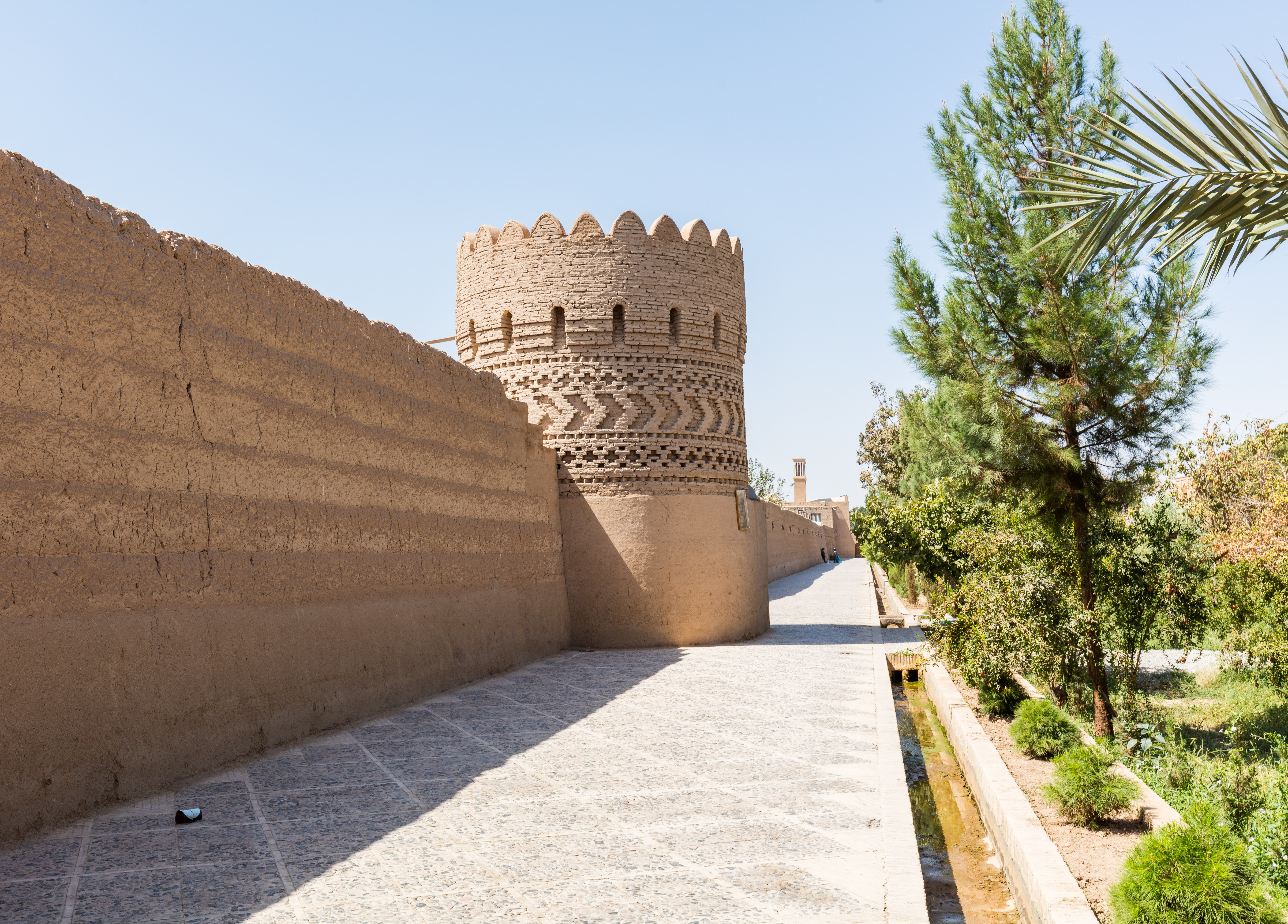
برج دیده‌بانی

اطراف باغ دولت‌آباد توسط دیوار بلند خشتی که دارای یک برج دیده‌بانی می‌باشد احاطه شده‌است.

### بخش بیرونی
این بخش محل استقرار کاروانها، همچنین رسیدگی به امور حکومتی و شامل ساختمان‌های زیر بوده‌است:
- جلوخان و سردر
- تالار آیینه
- عمارت تهرانی
- دو بازارچه
- آب‌انبار عمومی

## موقعیت
در اصلی این مجموعه در بلوار دولت آباد قرار دارد.

## نگارخانه

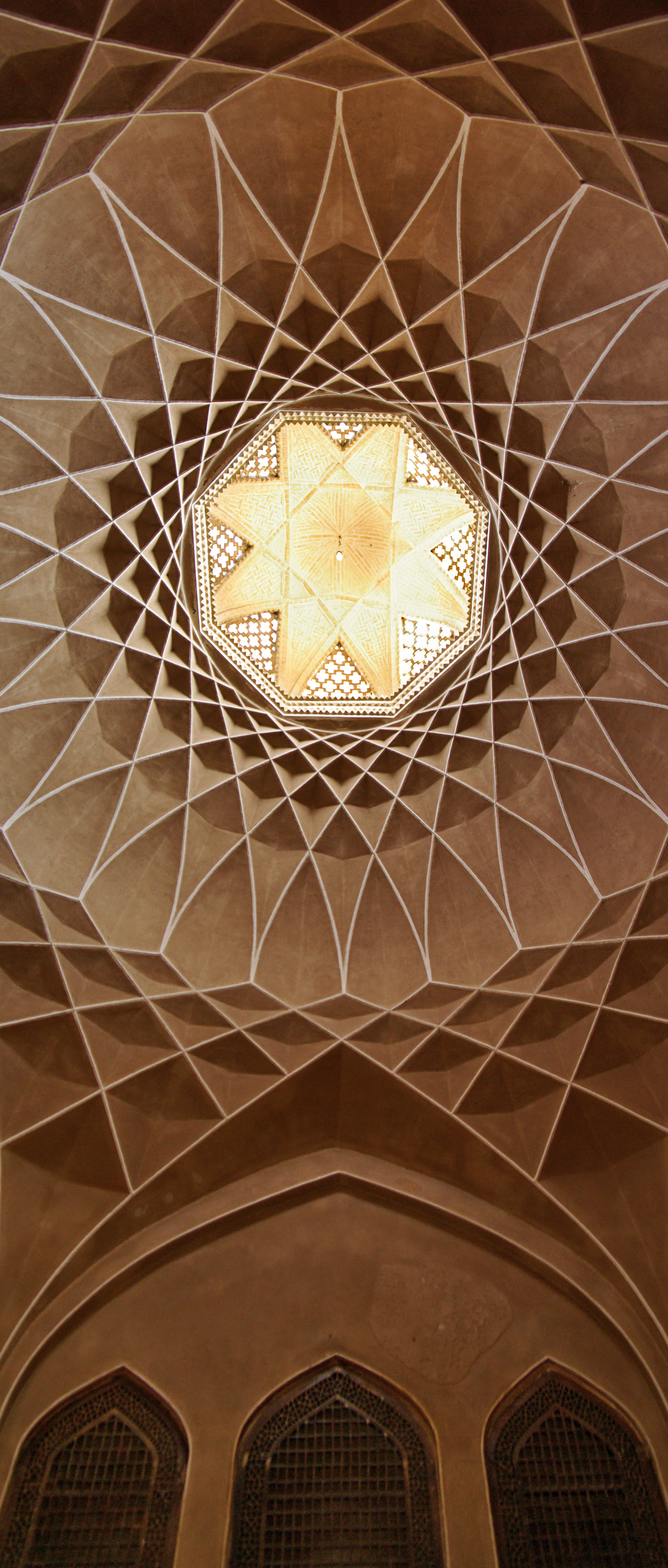
معماری داخلی بادگیر باغ دولت آباد
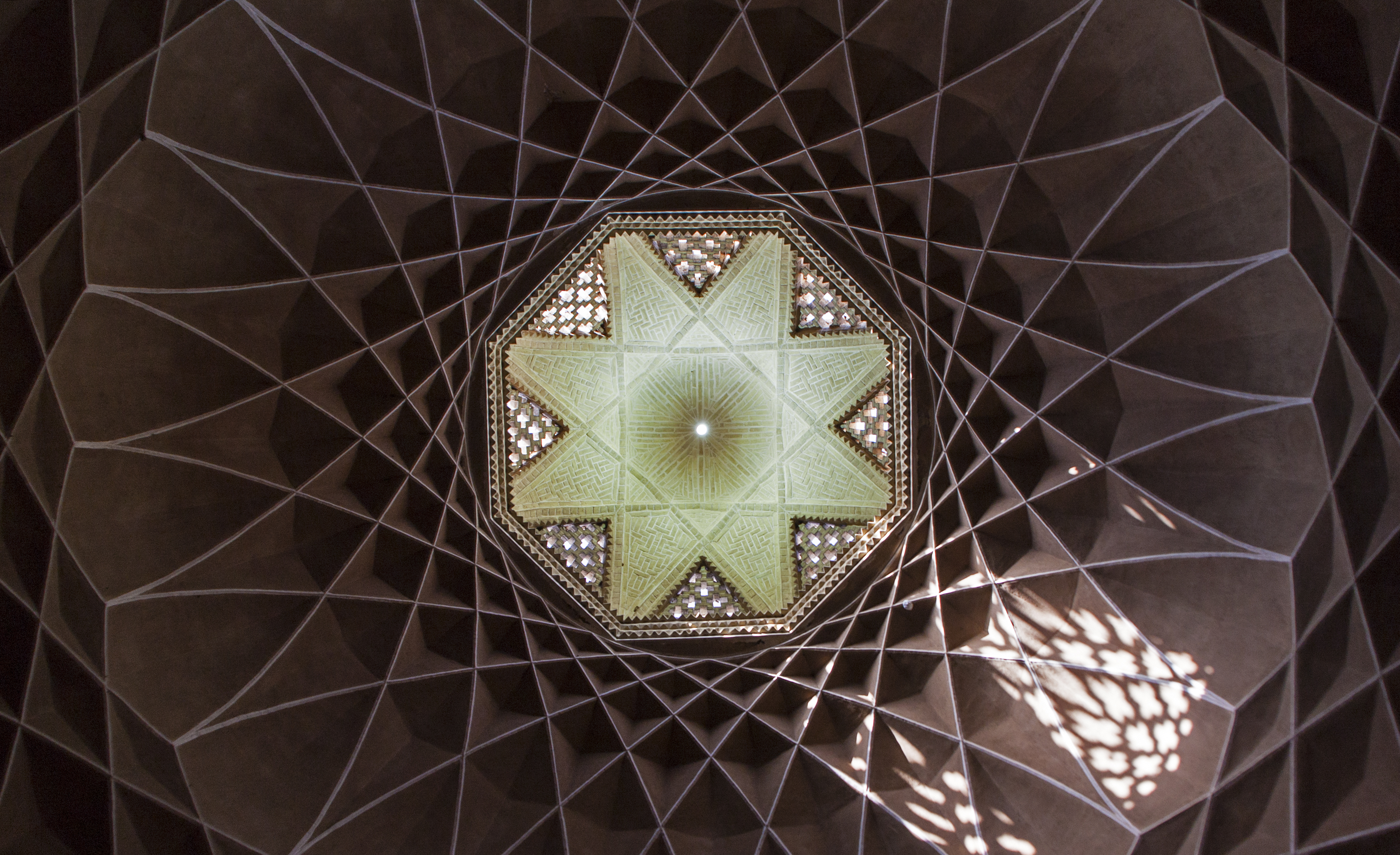
نمایی از سقف
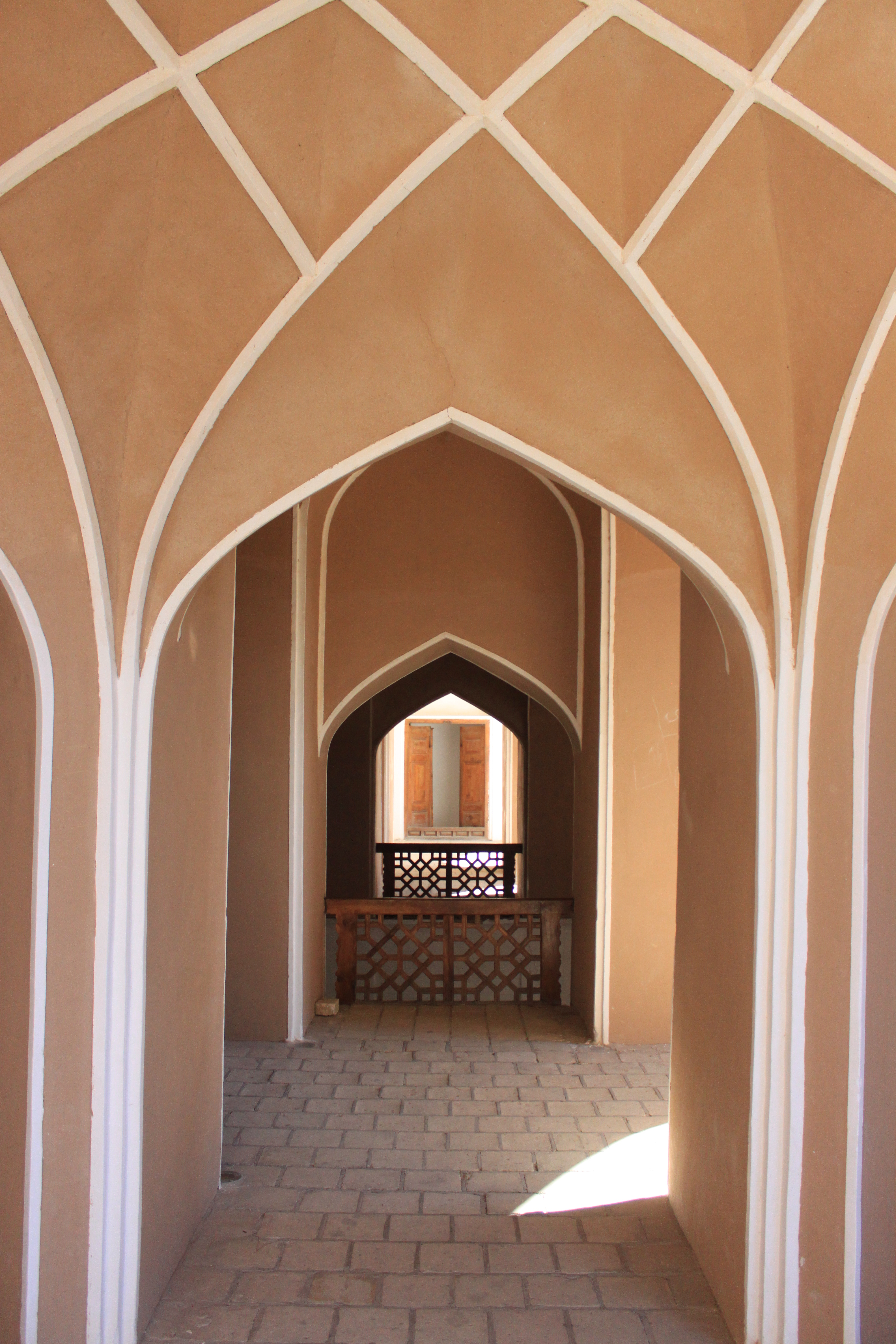
نمایی از باغ دولت آباد
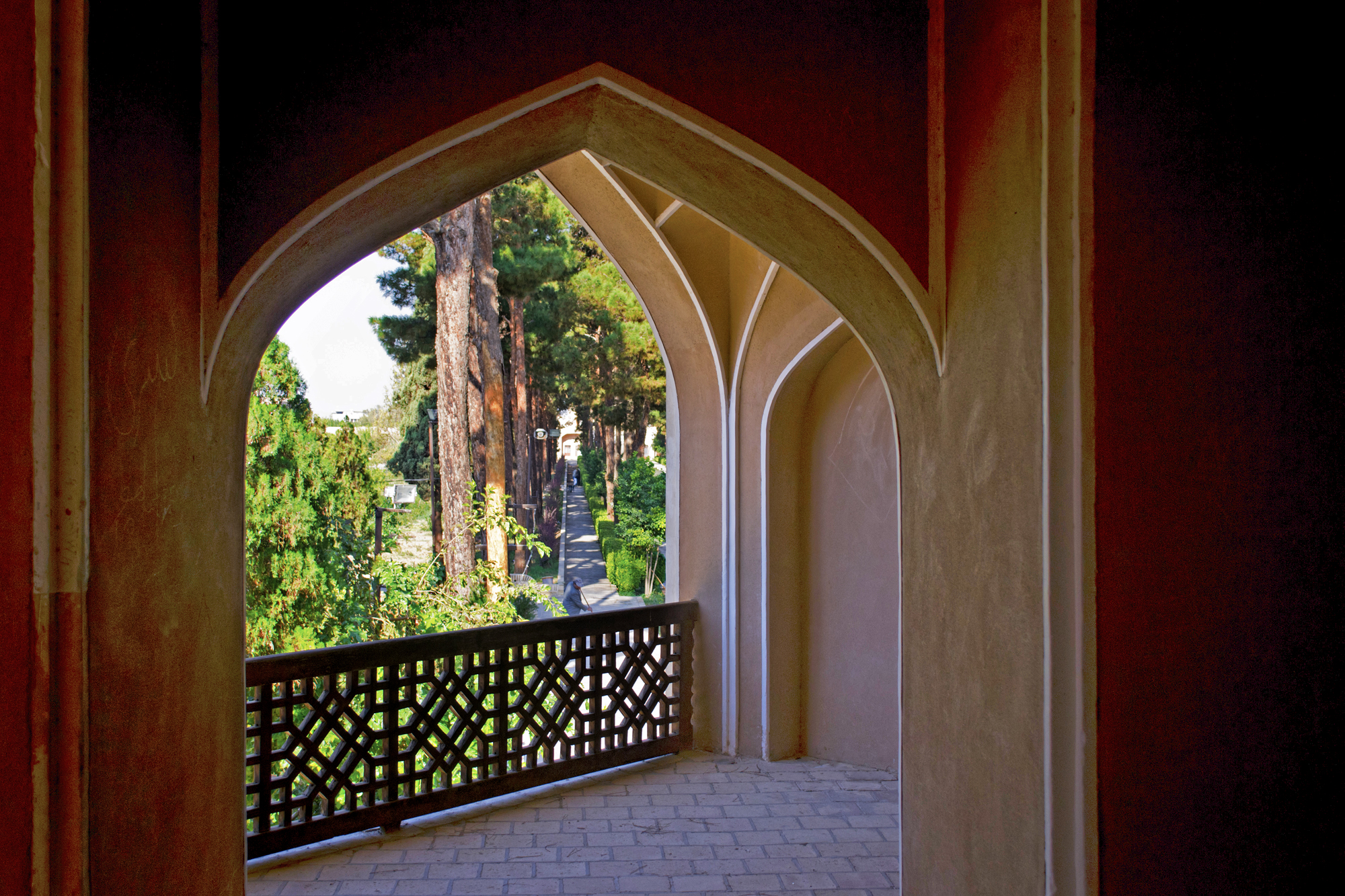
نمایی از باغ
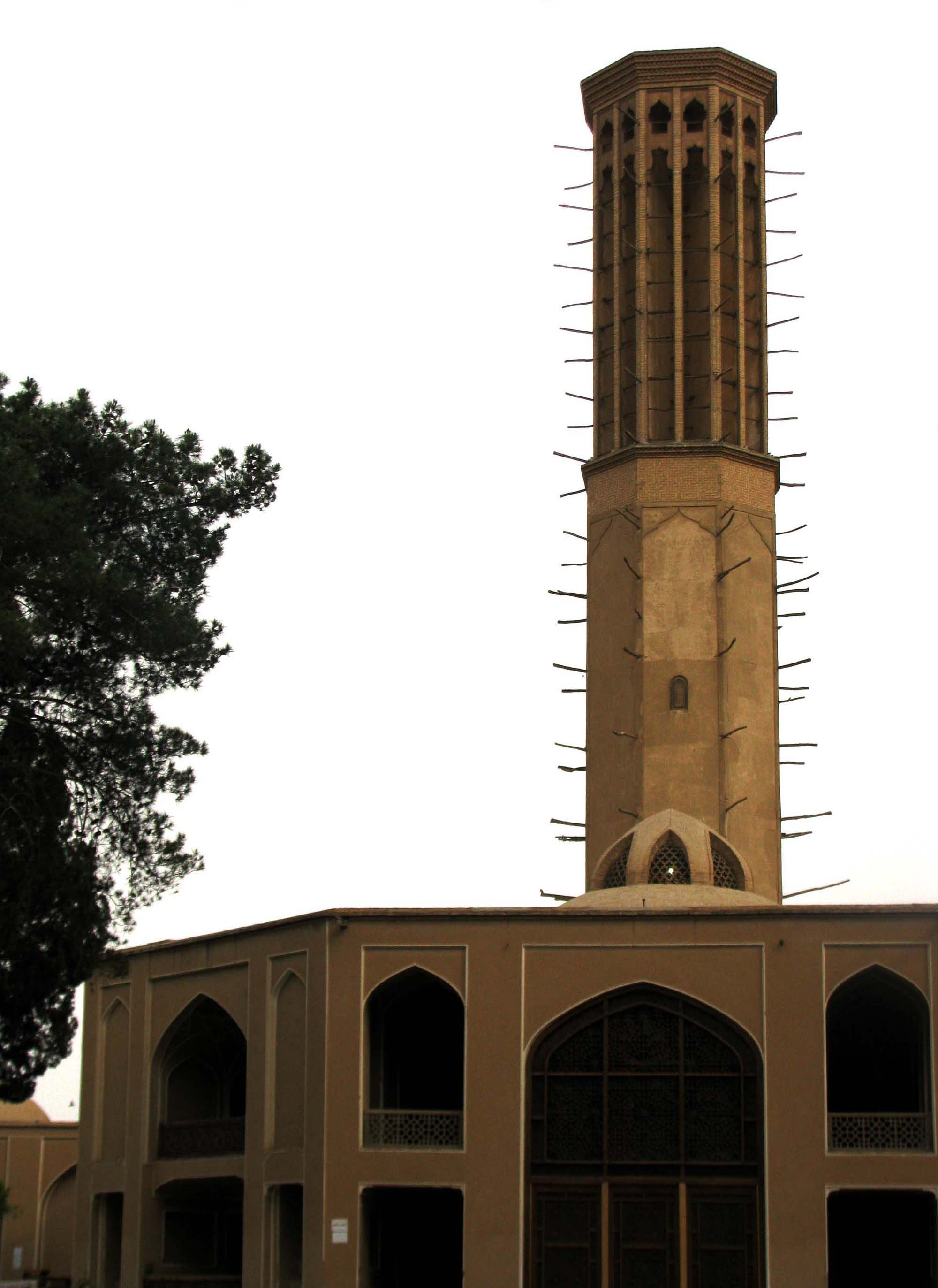
نمای بادگیر
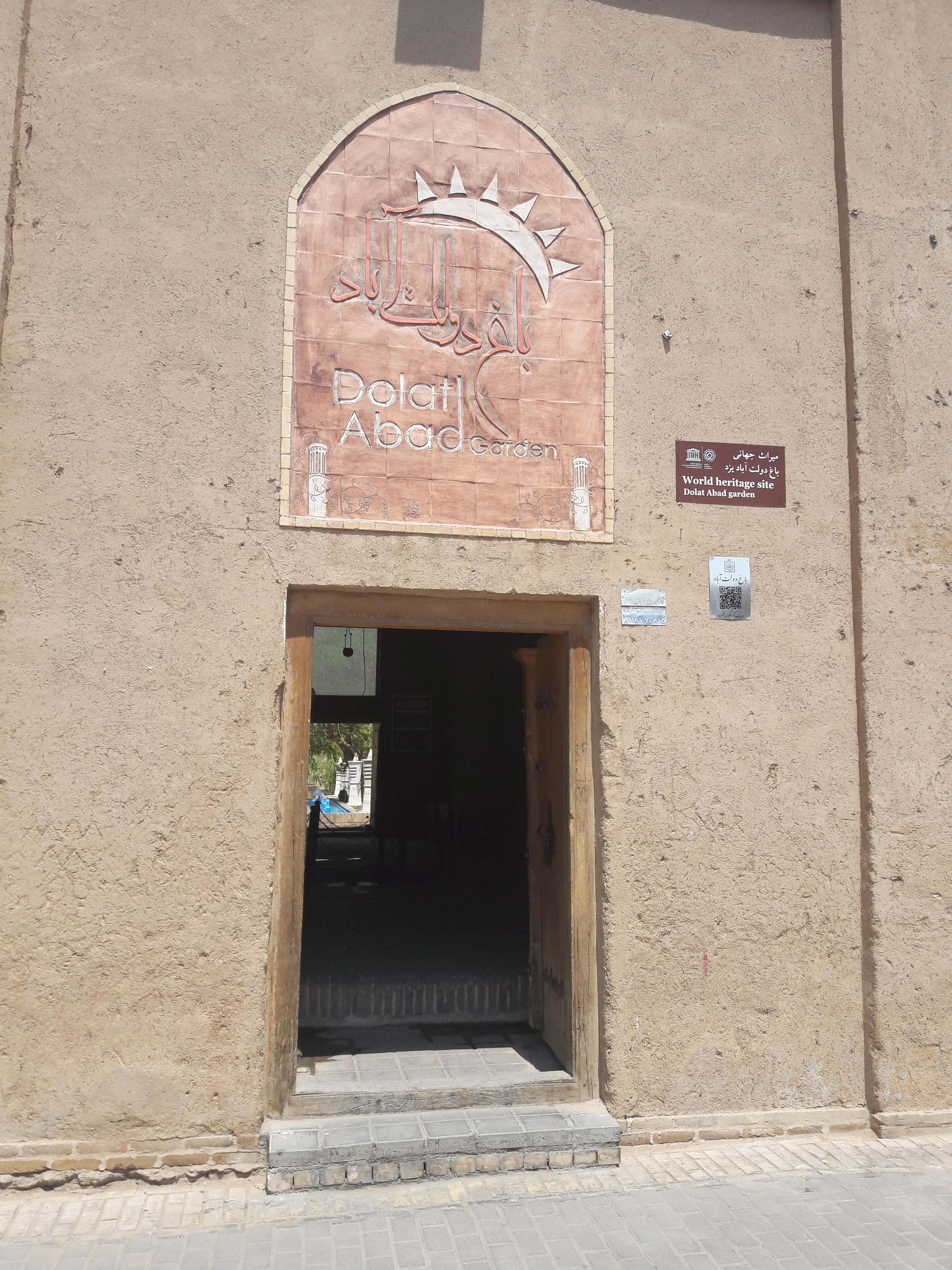
درب وردی باغ دولت‌آباد
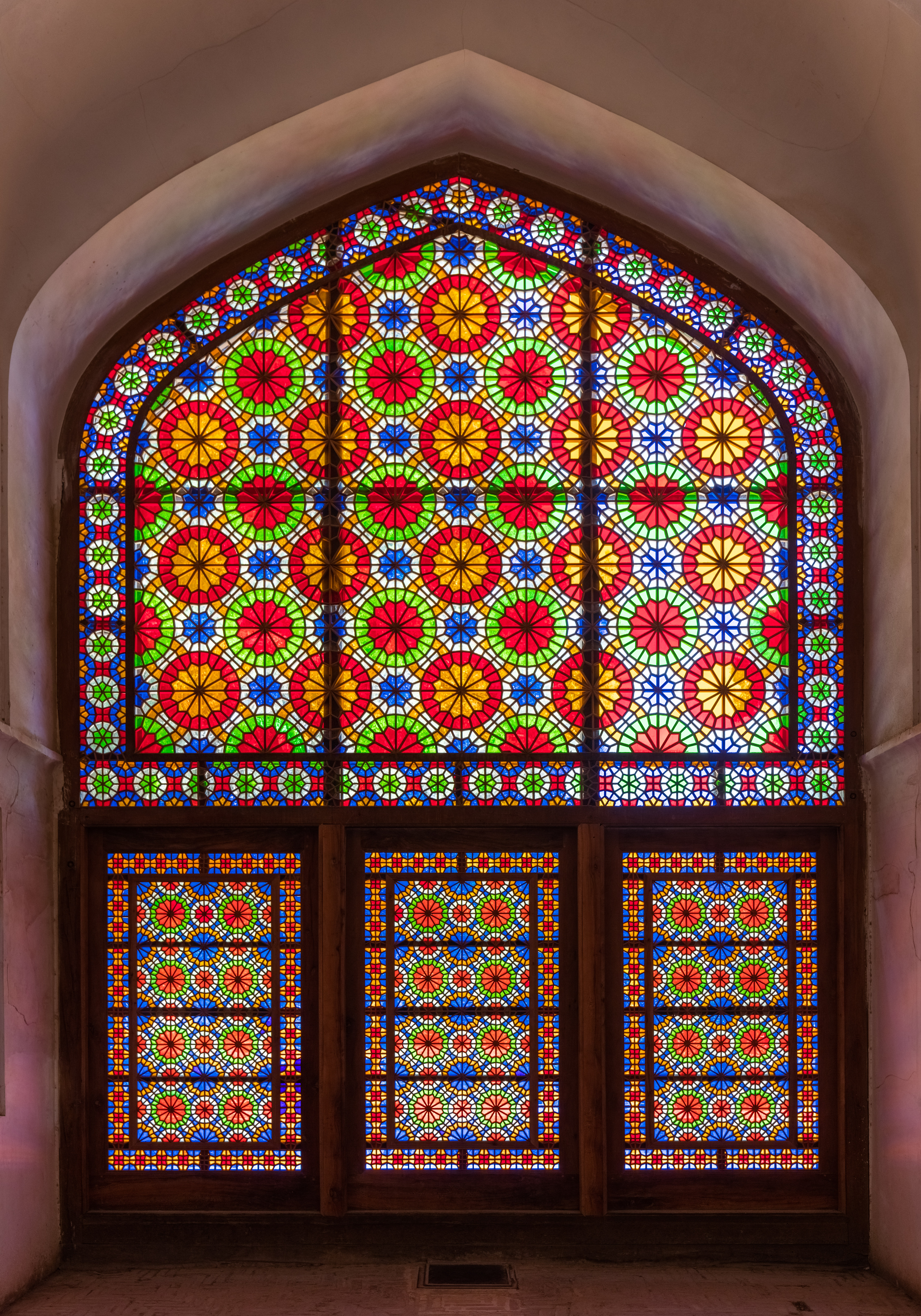
نمایی از داخل عمارت از پنجرهٔ پنجرهٔ اُرُسی مشبک با شیشه‌های رنگی
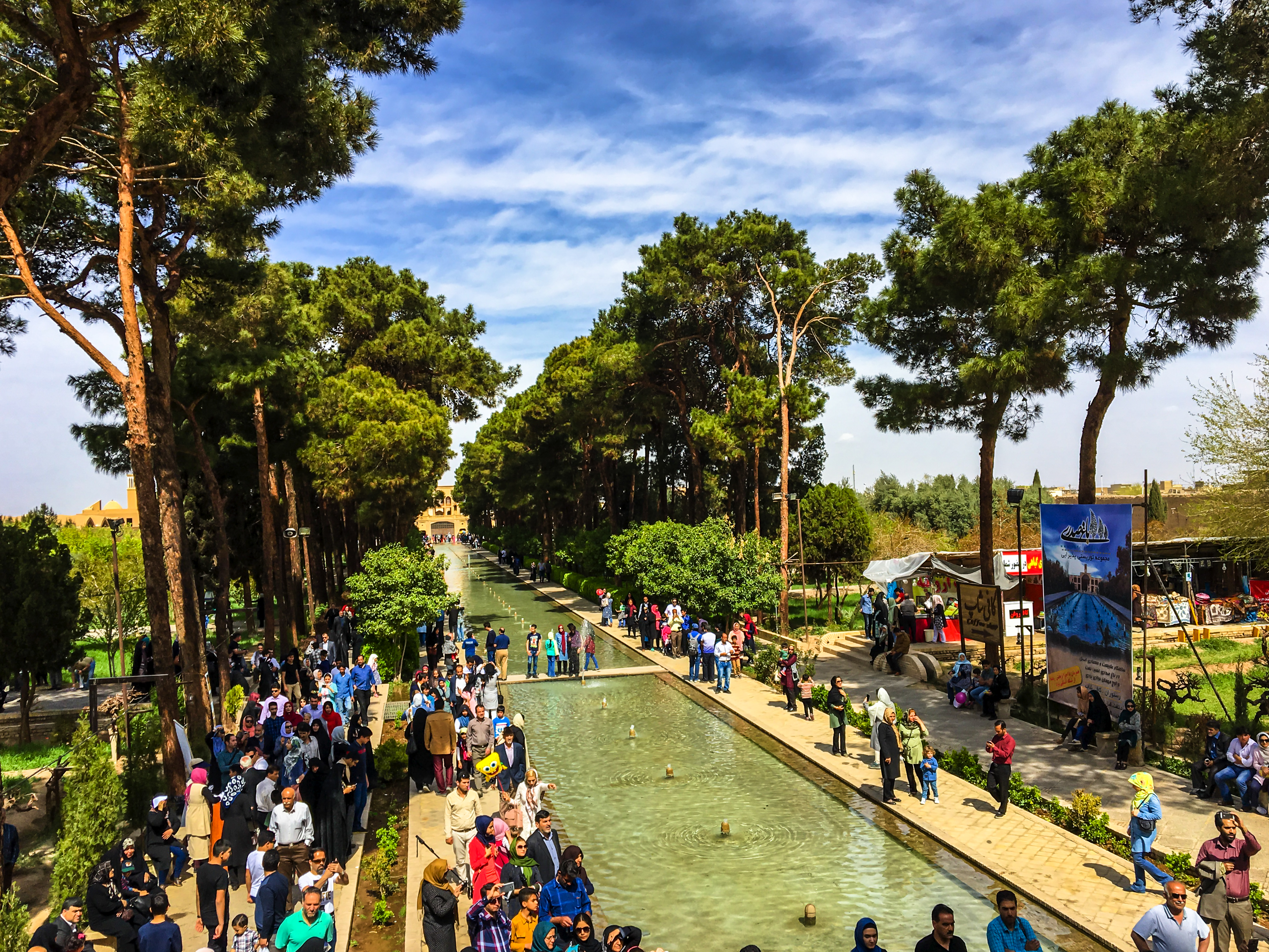
نمایی از باغ از طبقه دوم عمارت

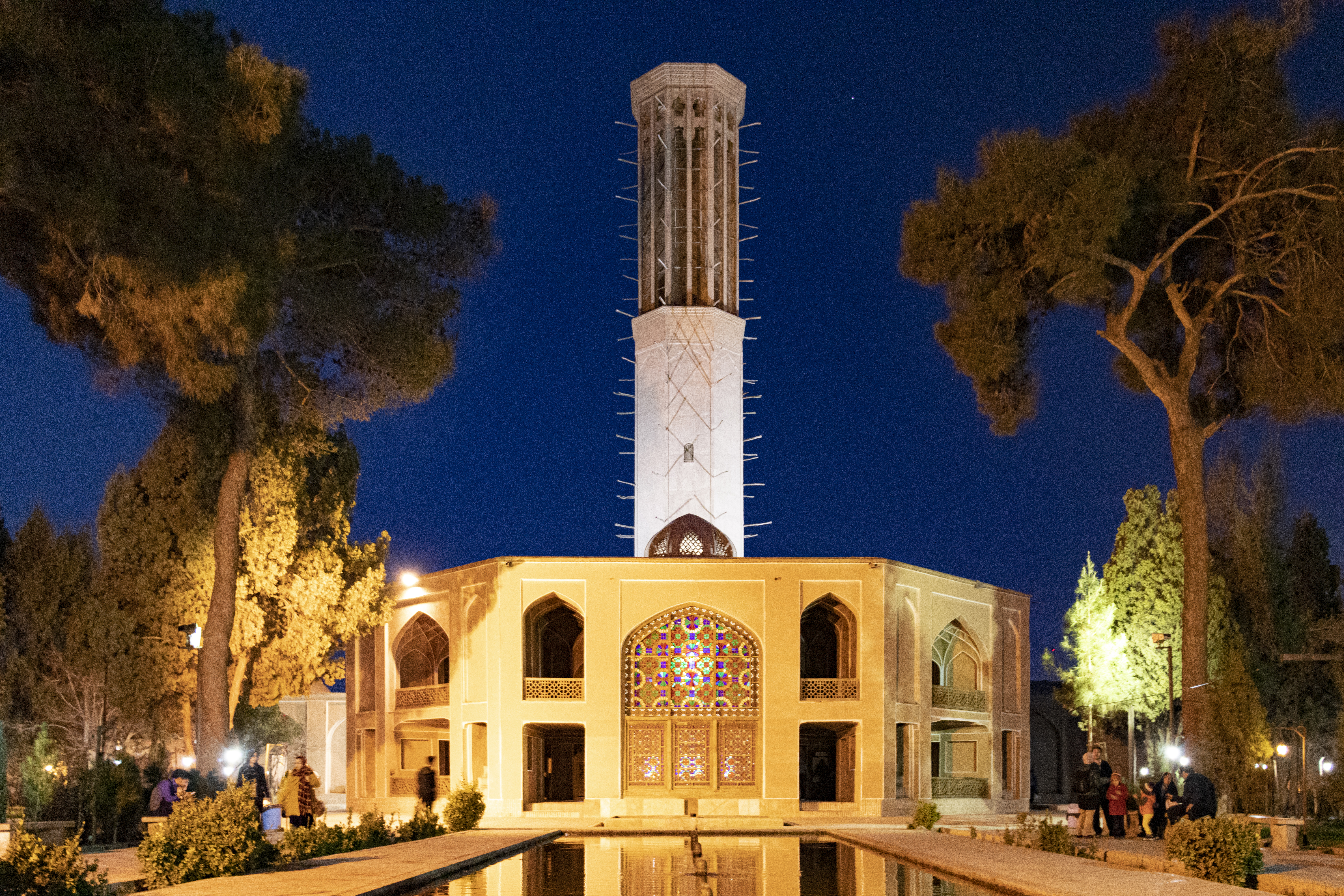
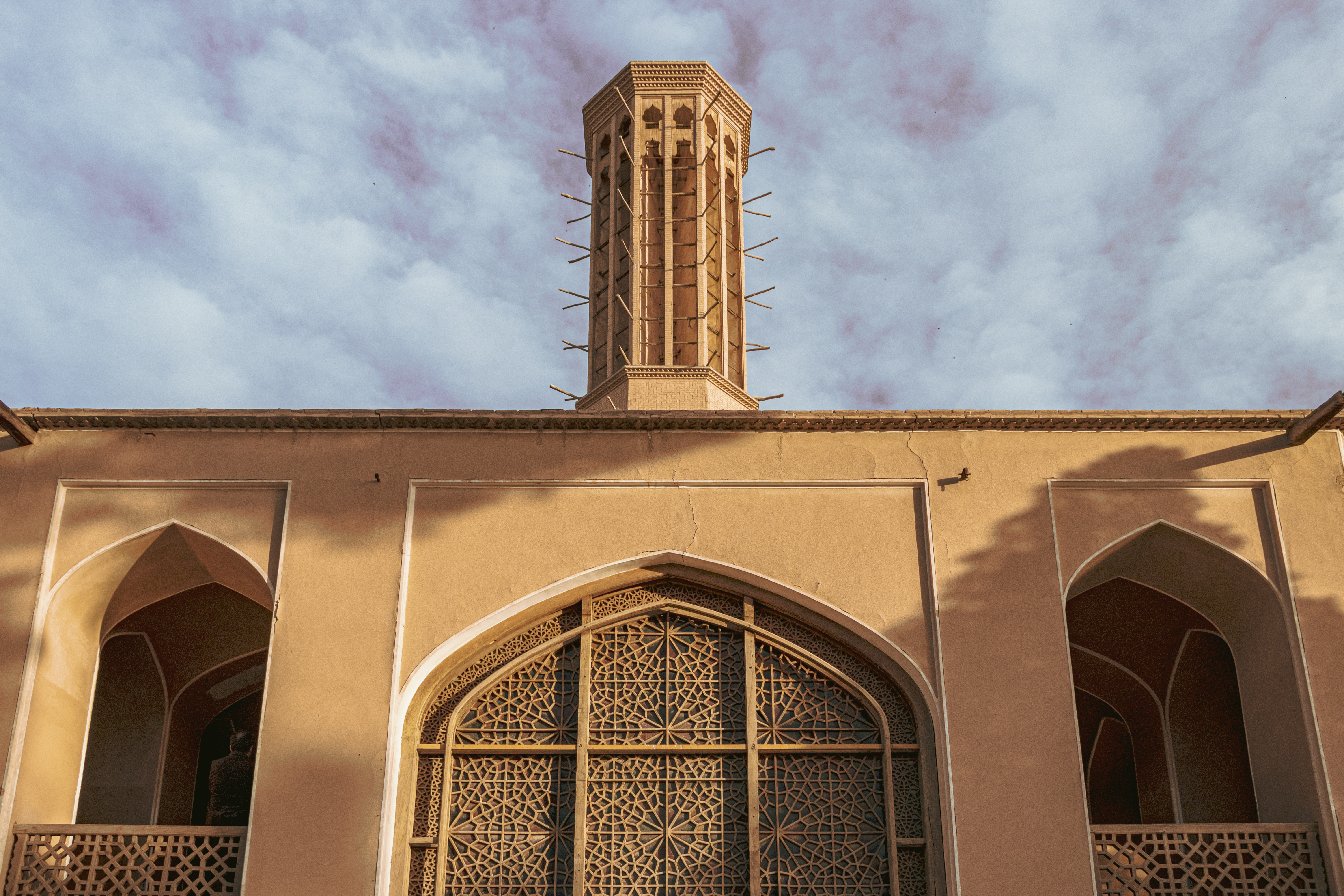
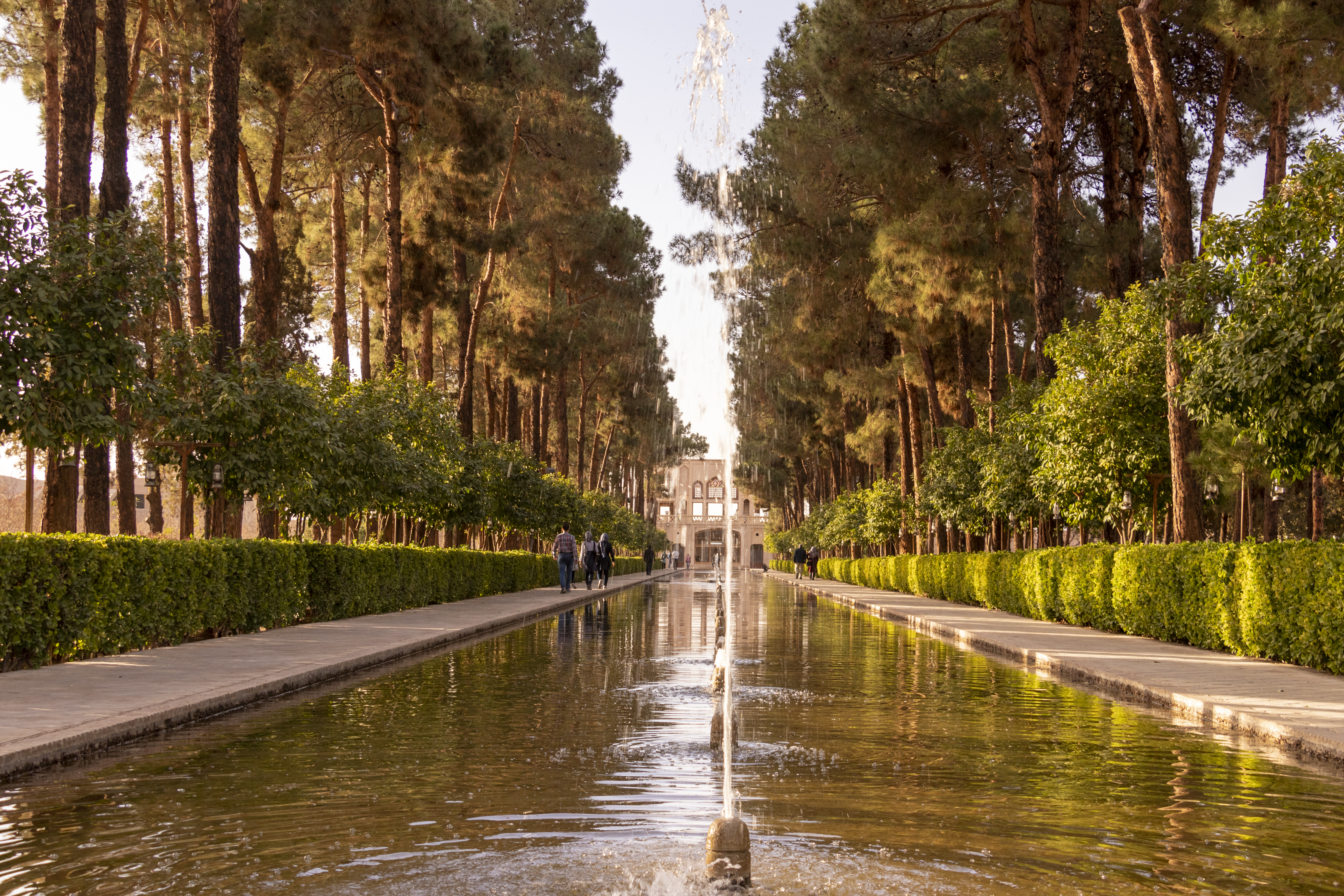
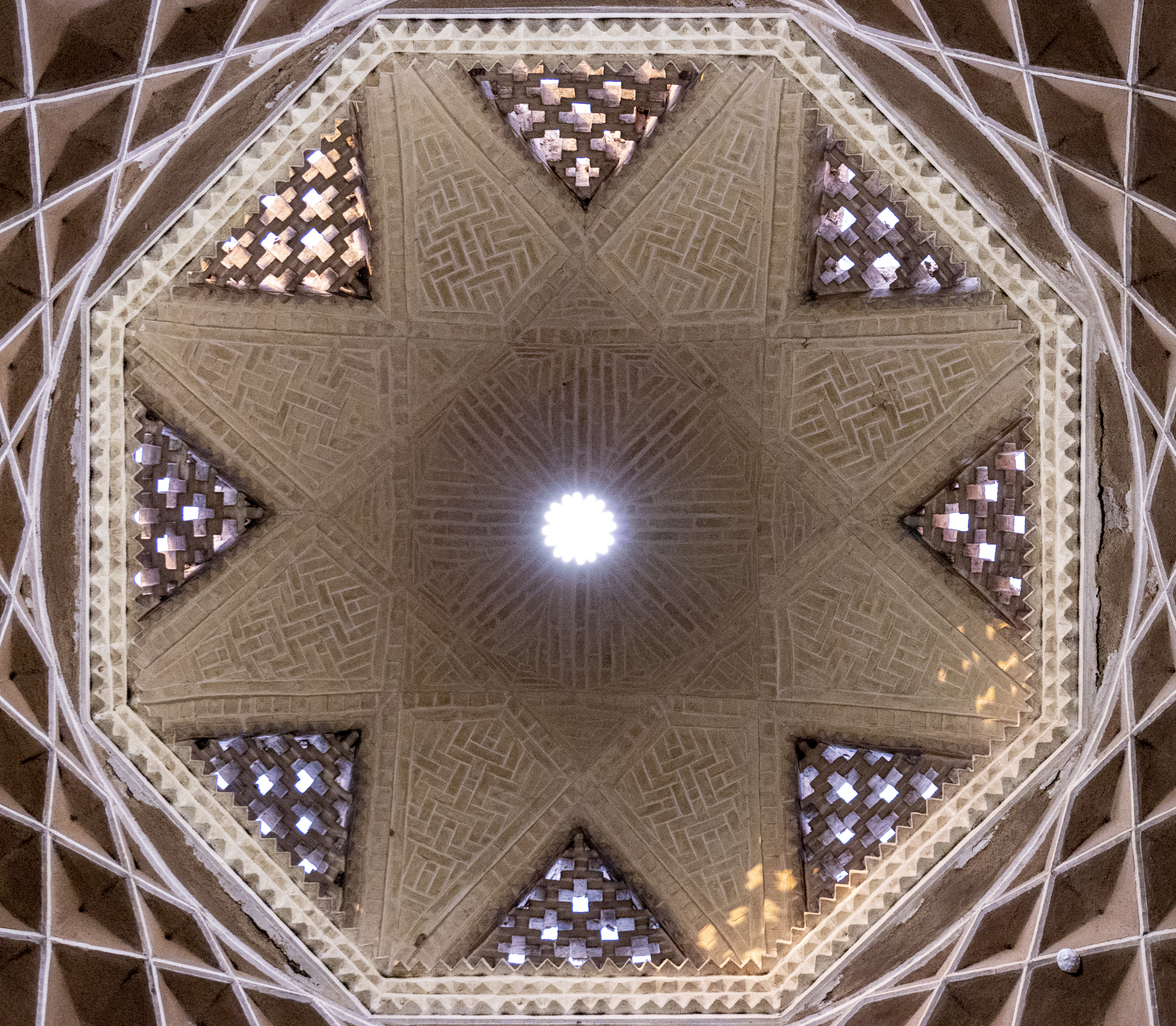
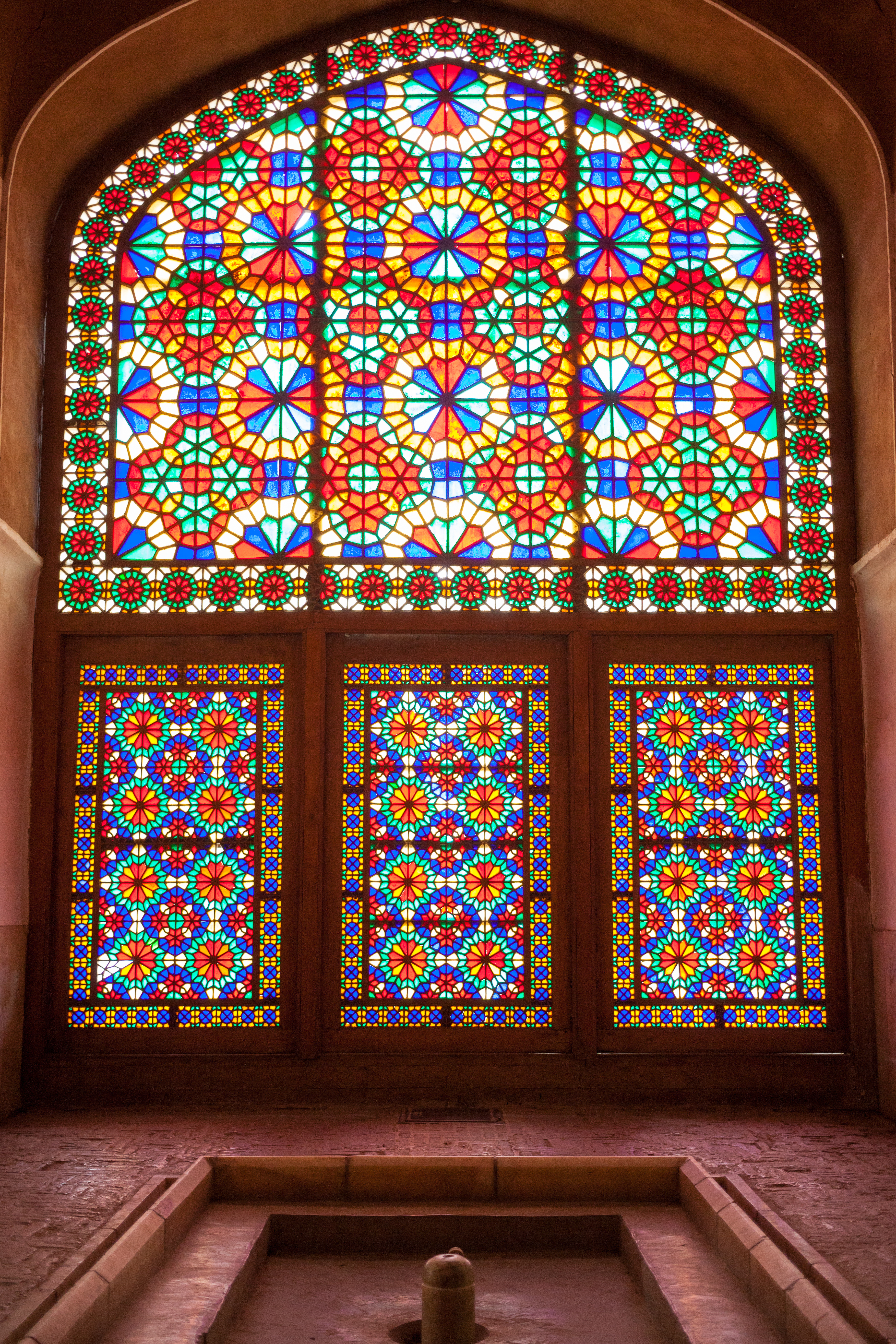